# Немачки афрички корпус
Немачки афрички корпус (скраћено DAK) је био немачки штаб корпуса који је за време Другог светског рата командовао немачким оклопним дивизијама у Либији и Египту током кампање у северној Африци. Како се састав немачких јединица у Северној Африци врло мало мењао, назив Афрички корпус се у редовном говору често користио и за јединице које су биле под његовом командом. 

## Организација Афричког корпуса
Афрички корпус је формиран 19. фебруара 1941. године након што је немачка Врховна команда Вермахта одлучила да пошаље у Либију немачки експедициони корпус како би помогла Италијанима чије снаге су биле тешко поражене од стране британских снага у операцији Компас. Немачке експедиционе снаге којима је командовао генерал Ервин Ромел првобитно су биле састављене од 5. оклопног пука и других мањих помоћних јединица које су биле организоване у 5. лаку дивизију која се у фебруару искрцала у Африци. На пролеће исте године придружила им се и 15. оклопна дивизија која је стигла пред сам крај немачке операције у којој је Ромел повратио највећи део Киренаике након чега је прешао у дефанзиву. У овом периоду Афрички корпус који је био сачињен од две немачке дивизије и више мањих јединица, био је потчињен италијанској команди у Африци (иако је Ромел спровео офанзиву без икаквог одобрења италијанске команде).
Немачка 5. лака дивизија је 1. октобра 1941. године преименована у 21. оклопну дивизију која је још увек била у саставу Афричког корпуса.
Током лета 1941. године. Немачка Врховна команда проширила је командну структуру немачких снага у Африци оформивши нови штаб под називом Оклопна група Африка који је под Ромеловом командом активиран 15. августа. Команда над Афричким корпусом поверена је генералу Лудвигу Крувелу. Под командом Оклопне групе Африка налазили су се Афрички корпус и неке мање немачке јединице у Африци, као и два италијанска корпуса. (Пошто је у Вермахту војна формација „група“ представљала еквивалент армије у војскама других земаља Оклопна група „Африка“ је 30. јануара 1942. године преименована у Оклопну армију „Африка").
После пораза код Ел Аламејна и савезничког искрцавања у Алжиру и Мароку, Немачка врховна команда је још једном појачала немачко војно присуство у немачкој формирајући 19. новембра 1942. године у Тунису 15. армијски корпус, а затим образујући и штаб 5. оклопне армије у децембру исте године, под командом генерал-пуковника Ханса Јиргена фон Арнима.
Немачка Оклопна армија „Африка“ је 23. фебруара 1943. године преименована у 1. италијанску армију и стављена под команду италијанског генерала док је Ромел постављен за команданта нове Групе армија Африка која је формирана како би командовала 1. италијанском армијом и немачком 5. оклопном армијом. Остаци Афричког корпуса и других јединица 1. италијанске армије повукли су се у Тунис где су се заједно са остатком Групе армија Африка предали савезничким снагама 13. маја 1943. год.

## Терминологија
Строго говорећи термин Афрички корпус односи се само на штаб корпуса и његове пратеће јединице иако се исти овај термин врло често користи од стране аматерских писаца, средстава јавног информисања и савезничких ветерана као назив за све немачке јединице у Африци пре њиховог повлачења у Тунис. Најзначајније јединице у саставу овог корпуса биле су: немачка дивизија „Африка“ „специјалне намене“ (zbV), која је првобитно формирана као пешадијска дивизија да би полако била претворена у потпуно моторизовану дивизију која је затим преименована у 90. лаку дивизију „Африка“; 164. лака дивизија „Африка“, такође пешадијска дивизија; падобранска бригада „Рамке“ (названа по свом команданту). У саставу Афричког корпуса налазило се и 8 италијанских дивизија под командом Ромелове Оклопне армије „Африка“, укључујући две лоше опремљене оклопне дивизије, две моторизоване дивизије, три пешадијске дивизије и падобранску дивизију „Фолђоре“. У саставу армије налазиле су се и бројне мање немачке и италијанске јединице.
Ознака „лака“ (на немачком: Leichte) за немачке дивизије у Афричком корпусу није се односила на јединице које су биле опремљене стандардном опремом којом се опремају дивизије са оваквом ознаком. Нпр. 5. лака дивизија је имала организацију веома сличну 21. оклопној дивизији, док је 164. лака дивизија „Африка“ првобитно била делимично моторизована пешадијска дивизија која никада у свом саставу није имала тенкове. Многе немачке јединице у саставу Афричког корпуса пролазиле су кроз честе реорганизације без промене имена, а догађало се и да им имена буду промењена без спровођења било какве реорганизације.

## Епилог
Снаге Сила Осовине у Африци предале су се 12. маја 1943. године. Међутим, три немачке дивизије које су се бориле у Северној Африци поново су формиране у Европи. 15. оклопна дивизија поново је формирана као 15. оклопно-гренадирска дивизија, 90. лака дивизија је формирана као 90. оклопно-гренадирска дивизија, а само је 21. оклопна дивизија поново формирана под истим именом.